# Rabinówka (Białoruś)
Rabinówka (biał. Рабіноўка, Rabinouka; ros. Рябиновка, Riabinowka) – chutor na Białorusi, w obwodzie grodzieńskim, w rejonie ostrowieckim, w sielsowiecie Gudogaje.

## Historia
W dwudziestoleciu międzywojennym trzy zaścianki: Rabinówka I, II i III, leżące w Polsce, w województwie wileńskim, w powiecie wileńsko-trockim, do 1 kwietnia 1927 w gminie Szumsk, następnie w gminie Worniany.
Po II wojnie światowej w granicach Związku Sowieckiego. Od 1991 w niepodległej Białorusi.